# Porto Covo
Porto Covo är en liten fiskeby, 13 km söder om Sines, belägen vid kusten i den sydvästra delen av Portugal.  Den känd som en livlig turistort, med vackra sandstränder och vandringsleder.
Porto Covo är en freguesia (kommundel) i Sines och har en folkmängd på 1 091 invånare (2021).
Pessegueiro-ön hör till Porto Covo. Båda ingår i naturparken Parque Natural do Sudoeste Alentejano e Costa Vicentina (Sydvästra Alentejo och Vicentinekustens naturpark).

## Bilder

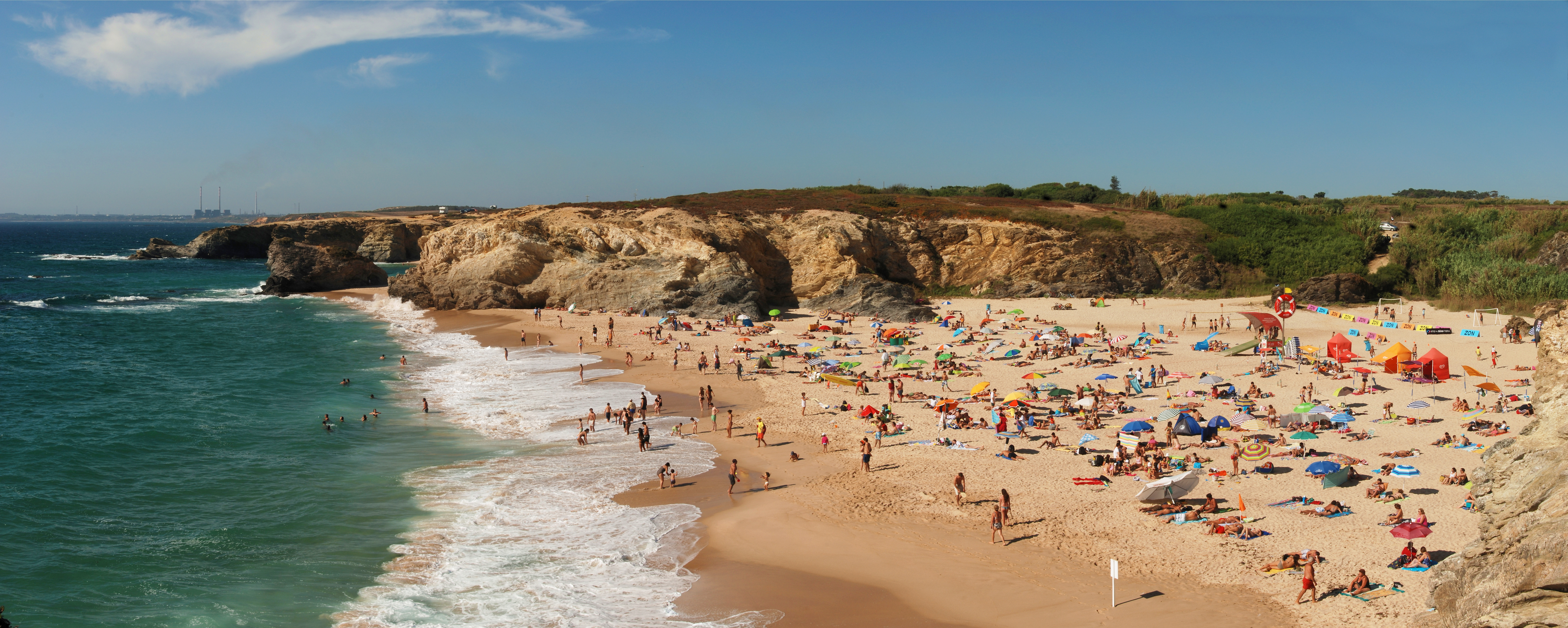
Badstranden Praia Grande
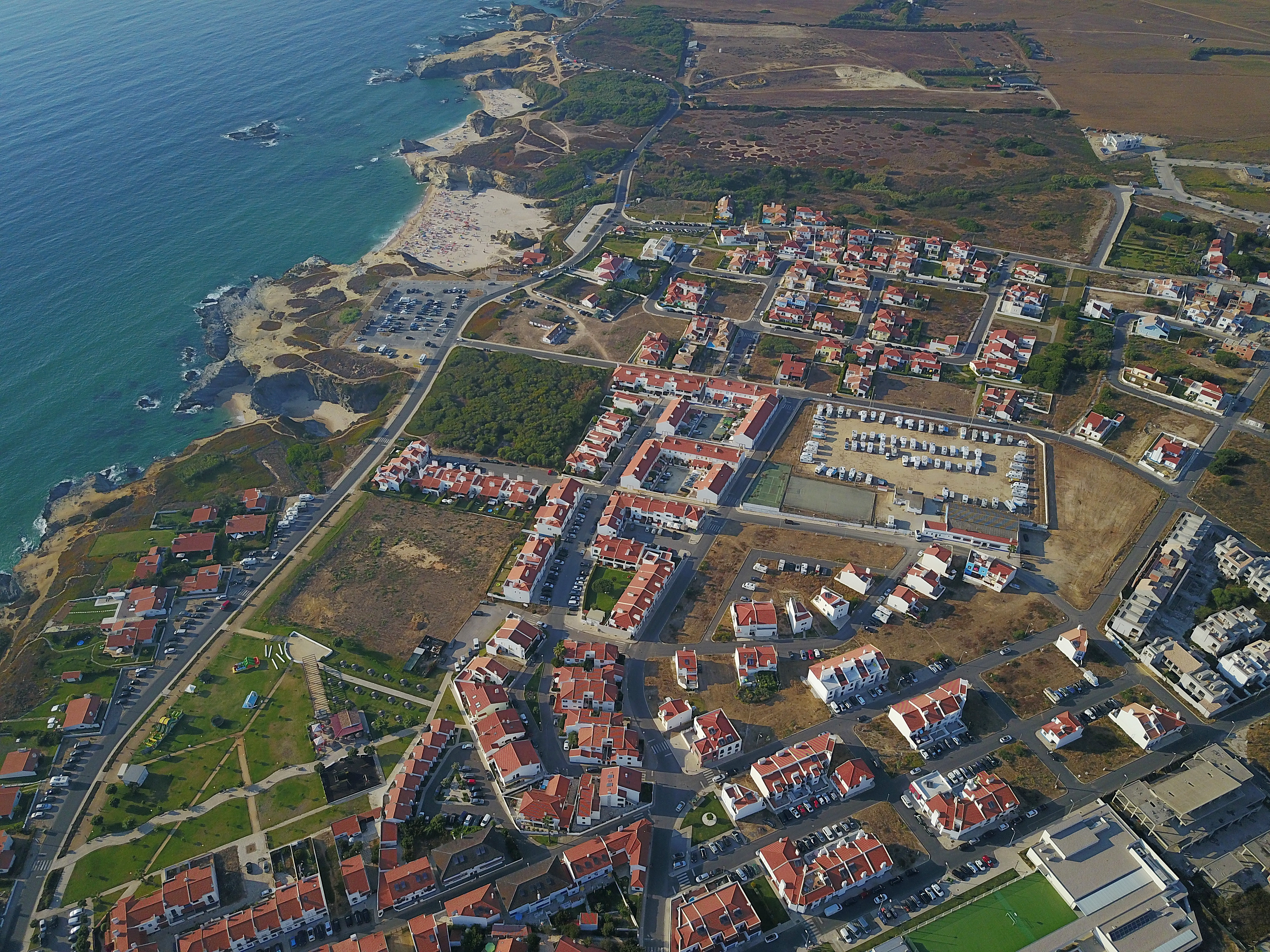
Porto Covo
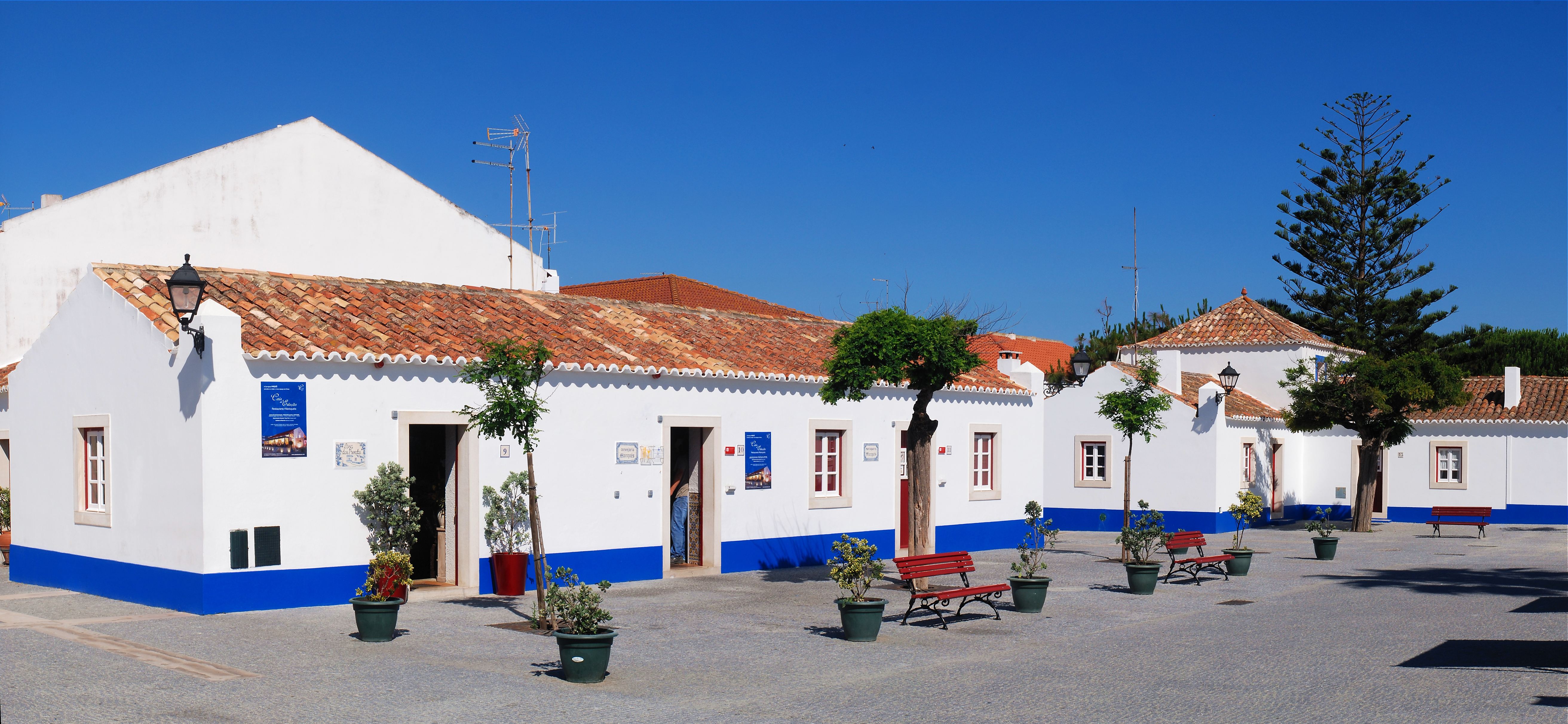
Gatubild
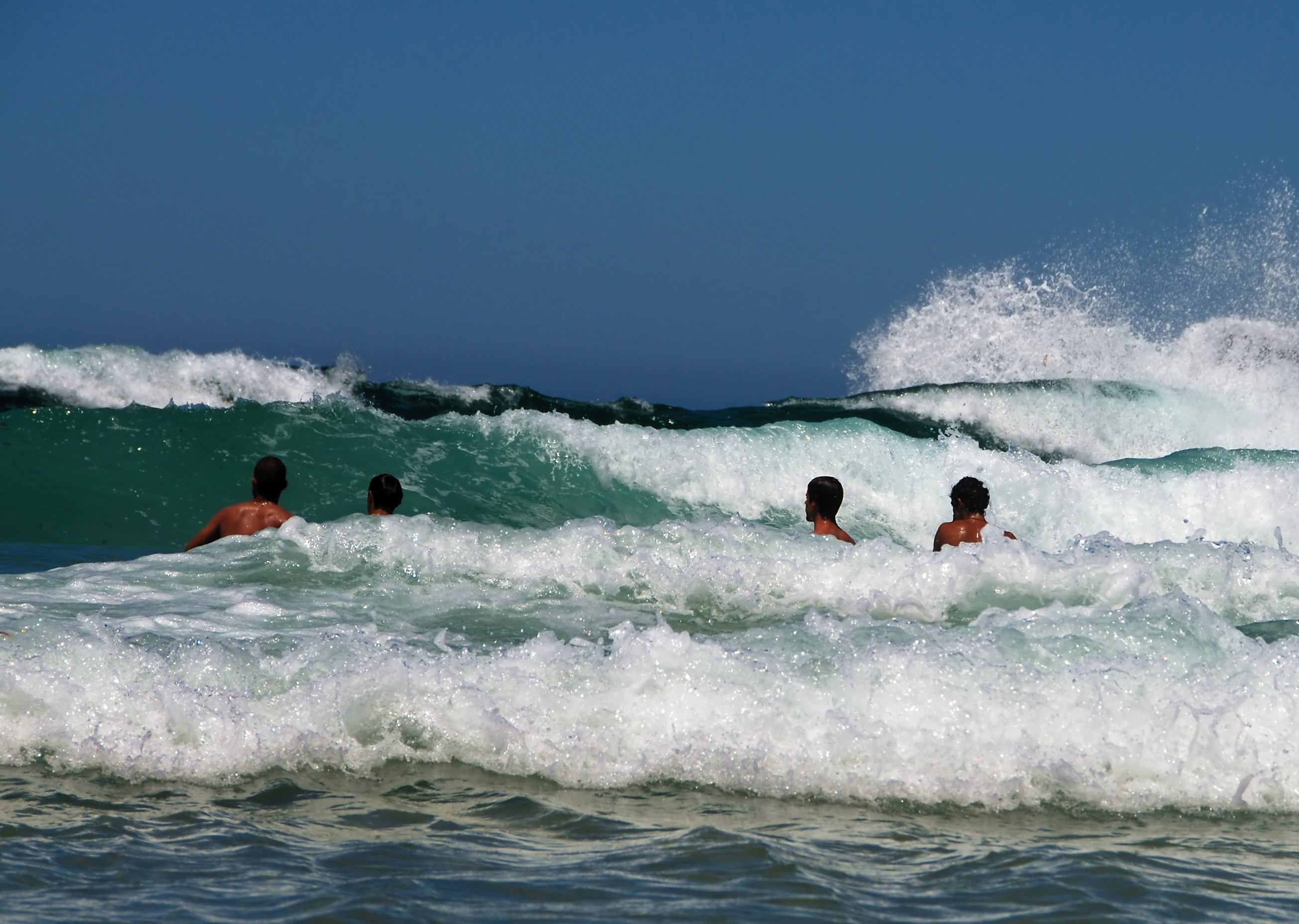
Vågorna på stranden
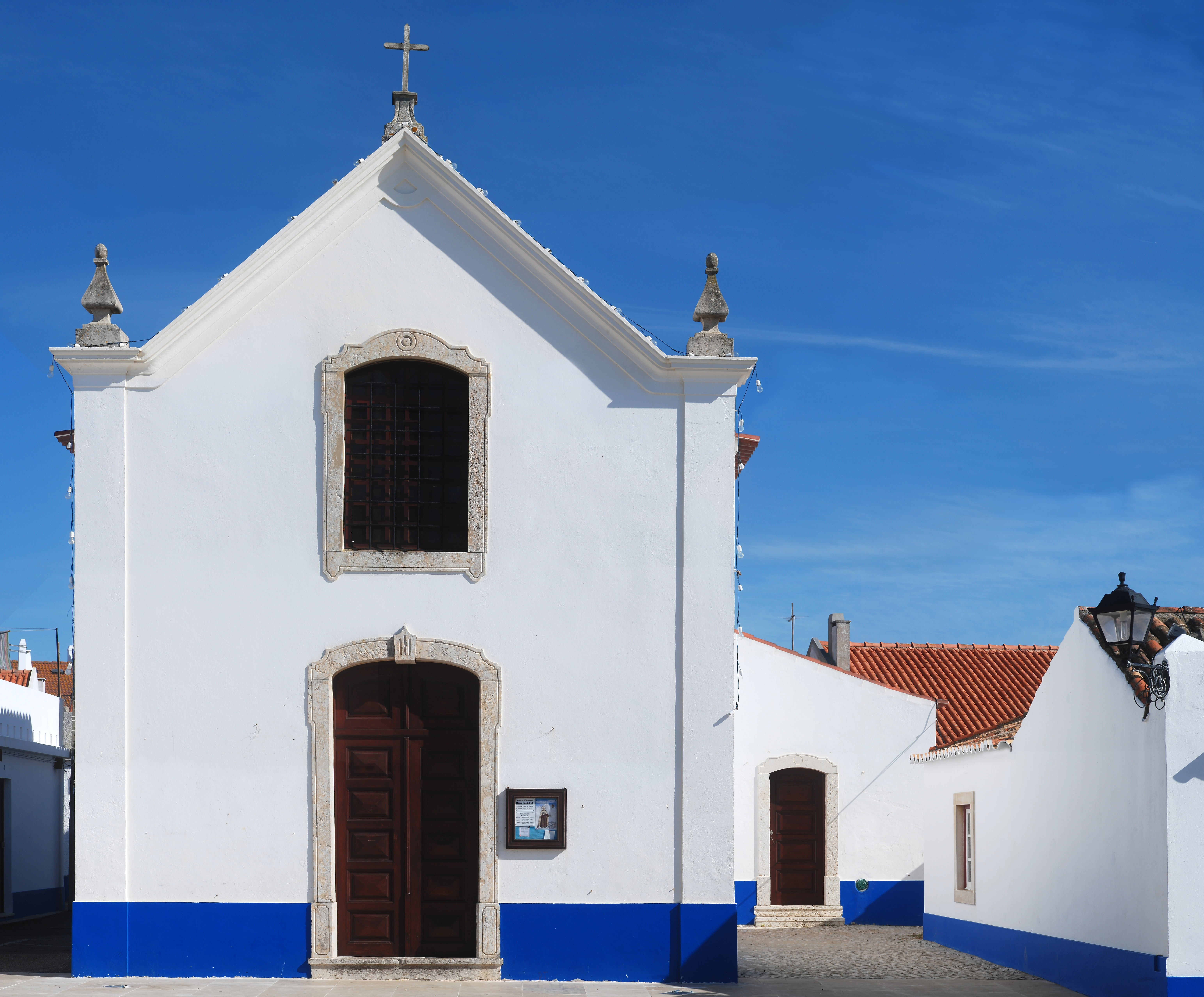
Porto Covos kyrka